# Sigmund Lebert
Zygmunt o Sigmund Lebert, nascut Samuel Lewy (Ludwigsburg, 12 de desembre de 1822 - Stuttgart, 8 de desembre de 1884 fou un professor de piano alemany.
Estudià música al Conservatori de Praga, amb Tomášek, Weber i Proksch, exercint després de professor de música a Múnic, fins que, el 1856, fundà amb Faisst, Stark i d'altres, el gran conservatori de Stuttgart, on hi ensenyà piano, sent molt lloat i reputat fins a la seva mort.
Li donà gran fama de pedagog musical l'obra Grosse theoritsche praktische Klavierschule, publicada a Gota i refosa per Ernest Pauer (Stuttgart, 1904, escrita en col·laboració amb Stark; a més publicà, edicions instructives dels clàssics, en les que hi col·laboraren Bülow, Faisst, Lachner i Liszt, i una refosa del Gradus ad Parnassum de Clementi. La universitat de Tübingen li conferí el 1973 el diploma de doctor.